# Eine fantastische Frau
Eine fantastische Frau (Originaltitel: Una mujer fantástica, englischsprachiger Festivaltitel: A Fantastic Woman) ist ein Spielfilm von Sebastián Lelio aus dem Jahr 2017. Die internationale Koproduktion basiert auf einem Originaldrehbuch des chilenischen Regisseurs, das er gemeinsam mit Gonzalo Maza verfasste. Erzählt wird die Geschichte einer Transgender-Frau (dargestellt von Daniela Vega), die sich nach dem plötzlichen Tod ihres Lebensgefährten (Francisco Reyes) mit den Vorurteilen und der Wut seiner Familie sowie der Voreingenommenheit von Behörden konfrontiert sieht. Sie beginnt daraufhin für ihr Recht auf Trauer zu kämpfen.
Das Melodram wurde am 12. Februar 2017 im Wettbewerb der 67. Internationalen Filmfestspiele Berlin uraufgeführt. Der deutsche Kinostart erfolgte am 7. September 2017.
2018 wurde der Film als chilenischer Beitrag mit dem Oscar als bester fremdsprachiger Film ausgezeichnet.

## Handlung
Santiago de Chile, in der Gegenwart: Die junge Transgender-Frau Marina arbeitet als Kellnerin in einer Bar und tritt gelegentlich als Sängerin auf. Gleichzeitig lässt sie sich zur Opernsängerin ausbilden. Sie ist glücklich mit dem 20 Jahre älteren Textilunternehmer Orlando liiert, der für Marina einst seine Familie verließ. Der Einzug in Orlandos luxuriöse Wohnung steht unmittelbar bevor. An Marinas Geburtstag lädt er sie in ein Restaurant ein. Ein wenig getrübt wird die Feier dadurch, dass Orlando Marinas Geburtstagsgeschenk, Reisegutscheine zu den Iguazú-Wasserfällen, verlegt hat. Nach dem Essen besuchen beide eine Disco und verbringen die Nacht gemeinsam in Orlandos Wohnung.
Mitten in der Nacht wacht Orlando von Krämpfen geplagt auf. Als Marina ihn ins Krankenhaus bringen will, stürzt Orlando benommen eine Treppe hinunter und verliert auf der Autofahrt ins Krankenhaus das Bewusstsein. Dort angekommen, können die Ärzte nichts mehr für Orlando tun und müssen der erschütterten Marina seinen Tod mitteilen. Fortan begegnet man ihr hauptsächlich mit Verachtung und Misstrauen. Der zuständige Arzt ignoriert Marinas Beziehung zu dem Verstorbenen. Er lässt durch einen Polizisten ihre Personalien aufnehmen, in denen sie noch mit ihrem bürgerlichen Namen „Daniel“ geführt wird und hält sich nur an Familienangehörige. Unter Schock läuft Marina aus dem Krankenhaus fort und irrt durch die Straßen, ehe sie von einer Polizeistreife aufgegriffen und zurückgebracht wird.
In der Folge verhält sich Orlandos Familie Marina gegenüber feindselig, ausgenommen Orlandos Bruder Gabo, der Verständnis für die Beziehung aufbringt. Orlandos erwachsener Sohn Bruno begegnet ihr offen gewalttätig, möchte sie aus der Wohnung des Vaters haben und entwendet den gemeinsamen Schäferhund. Orlandos Ex-Ehefrau Sonia, die mit ihm eine heranwachsende Tochter hat, nimmt den Wagen des Verstorbenen in Beschlag. Sie hält die Verbindung zu Marina für reinste Perversion und untersagt ihr die Teilnahme an der Totenmesse und Beerdigung. Auch gerät Marina mit der Kriminalkommissarin Adriana in Konflikt, die hinter Orlandos Tod und ihrem plötzlichen Verschwinden aus dem Krankenhaus eine mögliche Sexualstraftat vermutet. Marina war nicht rechtzeitig zum Verhör erschienen und hatte vergessen, Orlandos Treppensturz anzugeben. Unterstützung erhält Marina nur von ihrer Schwester, deren Ehemann und ihrem Gesangslehrer, während ihr Orlando aus der Ferne mehrere Male als Geist erscheint.
Als Marina gegen den Willen von Sonia bei Orlandos Totenmesse erscheint, wird sie kurze Zeit später von Bruno und zwei weiteren Männern im Auto entführt. Sie wird mit Klebeband gefesselt, von den Männern drangsaliert und aus dem Auto gestoßen. Die geschockte Marina flüchtet sich in eine Disco, Sex mit Männern und ihre Fantasie, ehe sie beginnt, für ihr Recht auf Trauer zu kämpfen. 
Ein in Orlandos Sachen gefundener Schlüssel führt Marina durch Zufall in eine Sauna, wo sie sich halbnackt als „Mann“ Zugang zur Herrenumkleide verschafft. Orlandos Spind ist jedoch leer. 
Sie findet heraus, auf welchem Friedhof Orlando beerdigt werden soll. Die Beerdigung verpassend, macht sie Bruno und Sonia eine Szene, ehe sie der Geist Orlandos ins Krematorium führt. Dort kann sie von ihrem Geliebten Abschied nehmen. 
Monate später hat Marina gemeinsam mit dem zurückerlangten Hund eine kleine Wohnung gefunden. Am Ende steht sie auf der Konzertbühne und interpretiert in Perfektion Händels Opernarie Ombra mai fu.

## Rezeption

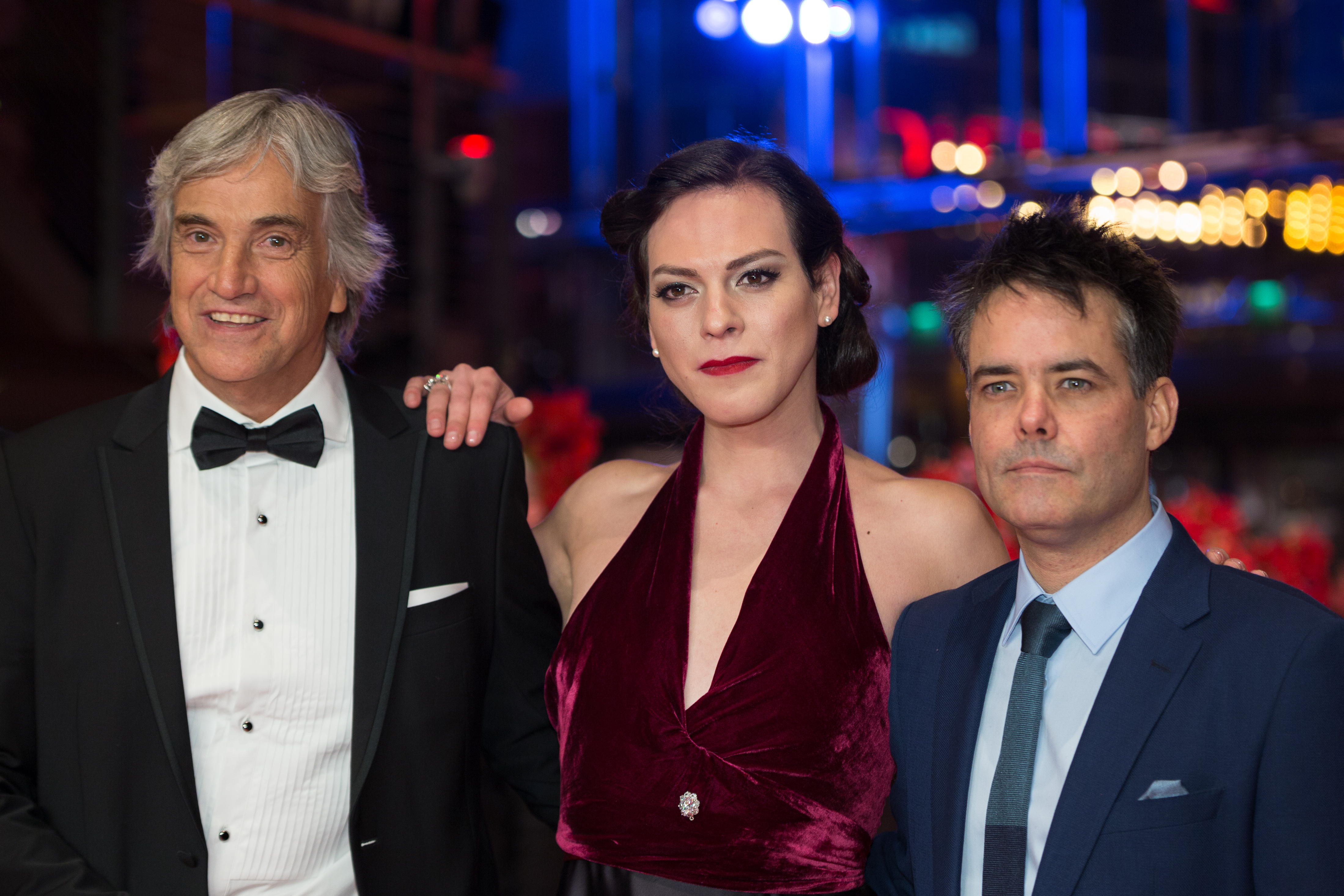
Die Hauptdarsteller Francisco Reyes und Daniela Vega mit Regisseur Sebastián Lelio auf der Berlinale 2017 (v. l. n. r.)

Nach der Berlinale-Premiere wurde Eine fantastische Frau von der Fachkritik gelobt und als Mitfavorit auf den Hauptpreis gehandelt. Der Film schnitt im internationalen Kritikenspiegel der britischen Fachzeitschrift Screen International von allen Wettbewerbsfilmen gemeinsam mit On the Beach at Night Alone von Hong Sang-soo am drittbesten ab (jeweils 3,0 von vier möglichen Sternen), hinter Die andere Seite der Hoffnung von Aki Kaurismäki (3,7 Sterne) sowie dem chinesischen Zeichentrickfilm Have a Nice Day (3,3 Sterne) und noch vor dem späteren Goldenen-Bären-Gewinner Körper und Seele von Ildikó Enyedi (2,7 Sterne).

## Synchronisation
Der Film wurde bei der Christa Kistner Synchronproduktion nach einem Dialogbuch und unter der Dialogregie von Beate Klöckner vertont.
| Rolle          | Schauspieler     | Synchronsprecher     |
| -------------- | ---------------- | -------------------- |
| Marina Vidal   | Daniela Vega     | Tino Mewes           |
| Orlando Onetto | Francisco Reyes  | Helmut Gauß          |
| Gabo           | Luis Gnecco      | Robert Missler       |
| Sonia          | Aline Kuppenheim | Sabine Arnhold       |
| Bruno          | Nicólas Saavedra | Matthias Deutelmoser |
| Adriana        | Amparo Noguera   | Silke Matthias       |

## Auszeichnungen
Zwischen 2017 und 2018 gewann Eine fantastische Frau 16 Film- und Festivalpreise, darunter bei der Oscarverleihung 2018 den Preis für den besten fremdsprachigen Film. Damit wurde erstmals ein Beitrag aus Chile ausgezeichnet. Für 28 weitere Preise war der Film nominiert (u. a. für den Golden Globe Award und den Critics’ Choice Movie Award als bester fremdsprachiger Film).
Eine Auswahl der gewonnenen Preise und Auszeichnungen:
- 2017: Internationale Filmfestspiele Berlin – Silberner Bär (Bestes Drehbuch), Teddy Award (Bester Spielfilm) und Lobende Erwähnung der Ökumenischen Jury
- 2017: Cabourg Film Festival – Bester Film[5]
- 2017: San Sebastián International Film Festival – Premio Sebastiane (Bester lateinamerikanischer Film)
- 2017: Havana Film Festival – Spezialpreis der Jury (Bester Film)
- 2017: Black Film Critics Circle Award (Bester ausländischer Film)
- 2017: Premio Fénix (Bester Film, Beste Regie, Beste Darstellerin – Daniela Vega)
- 2017: National Board of Review Award – Wahl unter die fünf besten fremdsprachigen Filme
- 2018: Palm Springs International Film Festival – Cine Latino Award für Sebastián Lelio (Lobende Erwähnung), FIPRESCI-Preis für Daniela Vega (Beste Darstellerin)
- 2018: Premio José María Forqué (Bester iberoamerikanischer Film)
- 2018: Goya (Bester iberoamerikanischer Film)
- 2018: Independent Spirit Award (Bester internationaler Film)
- 2018: DRAMAqueen (Bester LGBT-Film des Jahres)[6]
- 2018: Oscar (Bester fremdsprachiger Film)